# Sierk Schröder
Sierk Carl Schröder (Ambon, Nederlands-Indië, 6 april 1903 – Wassenaar, 26 januari 2002) was een Nederlands kunstschilder, portretschilder, illustrator en docent.

## Levensloop
Schröder werd in Nederlands-Indië geboren als zoon van Carl Christijan Julius Schröder en Saakje Coolsma (1869-1962), beiden eveneens in Nederlands-Indië geboren; hij werd vernoemd naar de vader van zijn moeder: Sierk Coolsma (1840-1926) en ook naar zijn vader en grootvader Carl Joachim Michael Ludwig Schröder. Hij studeerde van 1922 tot 1925 aan de Koninklijke Academie van Beeldende Kunsten te Den Haag. Daarna werkte hij als leerling van André Lhote in Parijs. Aanvankelijk legde hij zich toe op illustraties, maar later ging hij aquarelleren en schilderen. Hij trouwde in 1928, als huisschilder, met Louise Constance Leon van der Does (1905-?) en, na echtscheiding, in 1934 met zijn volle nicht Maria Johanna Ottevanger (1914-2010), dochter van Maria Johanna Coolsma, een zus van zijn moeder.
Van 1960 tot 1968 was Schröder hoogleraar in de vrije schilderkunst aan de Rijksacademie voor Beeldende Kunsten te Amsterdam. Hij stopte hiermee toen de ambachtelijke kant van het kunstenaarschap steeds meer verdween uit de opleiding en plaatsmaakte voor toegepaste en conceptuele kunst.

## Werk

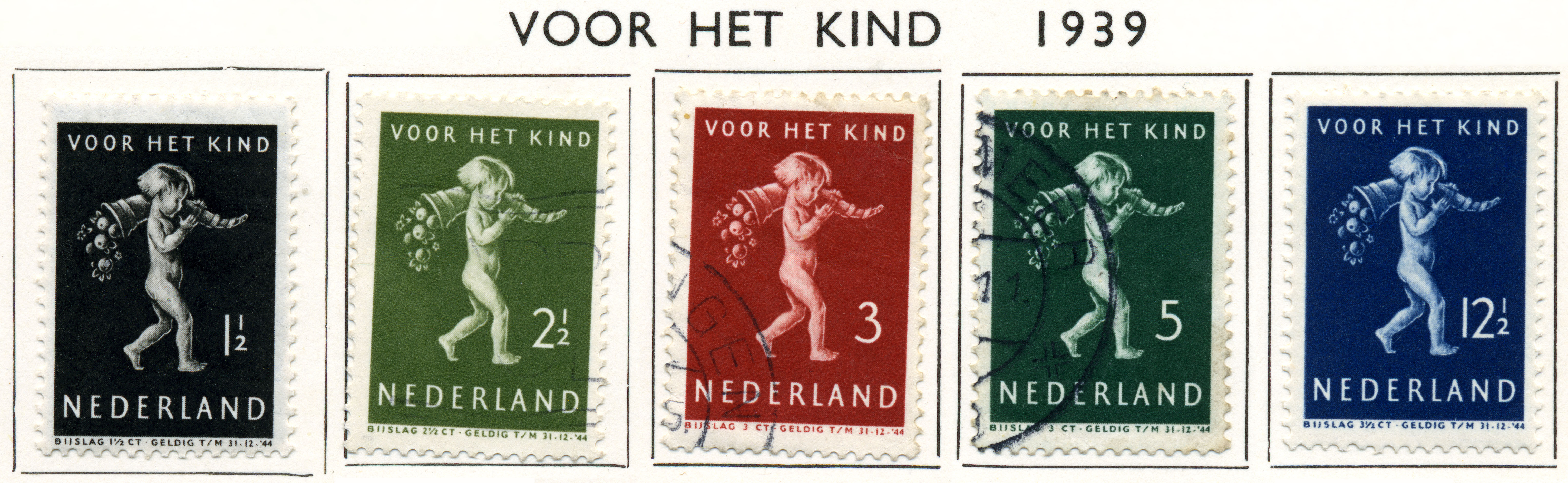
Kinderzegels 1939 door Schröder.

Schröder tekende en schilderde veel kinderportretten, vooral van kinderen uit gegoede milieus alsmede bekende figuren uit het politieke, culturele en maatschappelijke leven. Hij werd een veelgevraagd portretschilder en schilderde onder andere portretten van KLM-grondlegger Albert Plesman en Nobelprijswinnaar Niko Tinbergen.
Bekendheid verwierf hij onder andere door zijn portretten van leden van het koninklijk huis. Hij portretteerde Koningin Wilhelmina en het portret van Koningin Beatrix dat lang in de Tweede Kamer hing, is van zijn hand. Vanaf 1985 legde Schröder zich uitsluitend toe op vrij werk. Dit bestond o.a. uit natuurwerken, realistische aquarellen en tekeningen van bomen, bloeiende takken, vruchten en mossen.

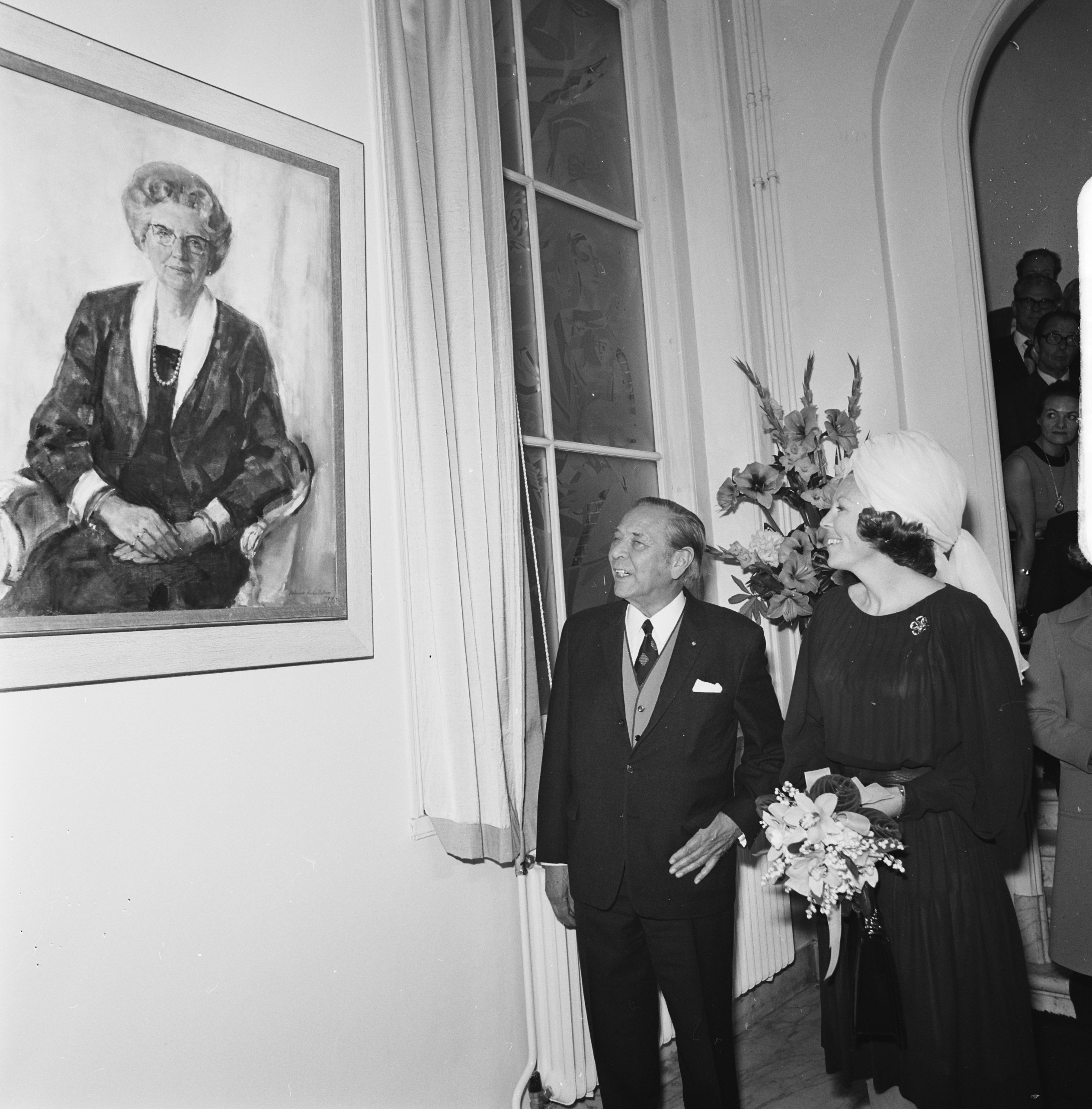
Prinses Beatrix onthult schilderij van koningin Juliana in Tweede Kamer, 1974
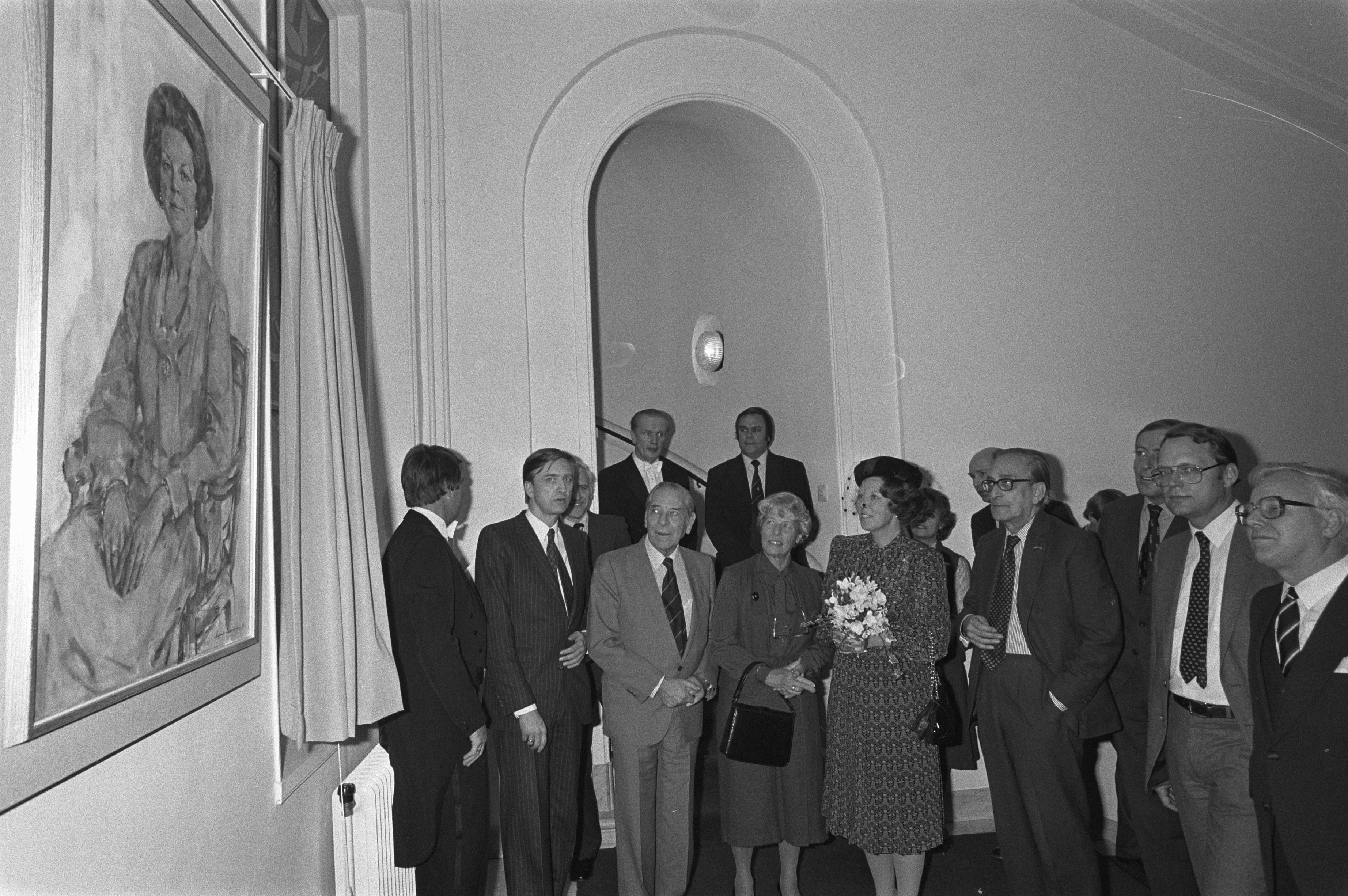
Portret van koningin Beatrix door Schröder in de hal Tweede Kamer onthuld, 1981

In 2000 werden bij een inbraak in het huis van Schröder 25 werken gestolen.

## Onderscheidingen
- In 1926, 1927 en 1928 de Koninklijke Subsidie voor de Schilderkunst.
- 1932: Vrouwe Vigeliusprijs
- 1950: Jacob Marisprijs voor schilderkunst: eervolle vermelding voor een portret van een jong meisje.[6]
- 1951 en 1988 de Jacob Hartogprijs.
- 1964: Officier in de Orde van Oranje Nassau.
- 2000: Ridder in de Orde van de Nederlandse Leeuw.

## Stichting Sierk Schröder
Er is een stichting opgericht die naar hem werd vernoemd. De doelstelling ervan is het werk van Schröder onder de aandacht te brengen van een groter publiek. Hiertoe wordt het werk van Schröder nog geregeld geëxposeerd, zoals in 2007 in Slot Zeist en 2010 in Boskoop.

## Boekillustraties
- Heleen: 'Domkopje': uitgeverij G. F. Callenbach N. V. , Nijkerk. (uitgegeven in de Zilverserie en bekroond door de Nederlandsche Zondagsschool Vereeniging).
- Rozemarijntje van W.G. van de Hulst (1933)

## Tentoonstellingen vanaf 2000
- 2000 - Gebouw Pulchri Studio, Den Haag. Sierk Schröder Overzichtstentoonstelling
- 2003 - Museum De Buitenplaats, Eelde. Overzichtstentoonstelling ter gelegenheid van Sierk Schröder's honderdste geboortejaar
- 2008 - Galerie Rijlaarsdam, Nieuwkoop. Tentoonstelling van drie zelfportretten, op uitnodiging van de  beeldhouwer W. Alexander Kossuth. De beeldhouwer had in 1988 een werk in terra cotta gemaakt naar het zelfportret, Sierk Schröder in één oogopslag.
- 2010 - Floragebouw, Boskoop. Ter gelegenheid van de opening van het gerestaureerde Floragebouw, werden zesentachtig werken van Schröder tentoongesteld.
- 2017 - Boomkwerijmuseum, Boskoop. Sierk Schröder. Tentoonstelling 'Naar de natuur'. Vijfendertig realistische natuurwerken.[9]
- 2020 - Museum Swaensteyn Voorburg, Sierk Schröder, 80 werken van verzamelaar Fred Klomp